# بورل (شهر)
بورل (به لاتین: Burrel) یک شهر در آلبانی است که در استان مات واقع شده‌است. بورل ۱۰٬۸۶۲ نفر جمعیت دارد.